# The Addams Family
The Addams Family (яп. アダムスファミリー) — видеоигра жанра платформер, выпущенная Ocean Software в 1992 году. Изначально игра вышла на Sega Mega Drive, Super NES, Commodore Amiga и Atari ST, а позже — на ZX Spectrum, Commodore 64, NES, Sega Master System, Sega Game Gear, Game Boy и на Amstrad CPC. Игра основана на одноимённом фильме 1991 года.

## Геймплей
Действие игры происходит от лица главы семейства — Гомеса Адамса, цель которого — найти остальных членов семьи. Все они, кроме Вещи и дворецкого Ларча, были похищены и спрятаны в многочисленных комнатах большого особняка. Игра не разбита на уровни в привычном смысле этого слова, главный герой волен передвигаться по этажам и комнатам здания практически в любом порядке. Главное — иметь ключ, открывающий доступ в комнату или чердак.
Особняк полон всяческих секретов, ловушек и врагов — всевозможных зверей, оживших предметов и летающих черепов. Оружия как такового у Гомеса нет, вместо этого для ликвидации врага нужно прыгнуть на него сверху (наподобие Super Mario). Иногда можно подобрать предметы (например, мячики для гольфа), которыми герой может бросаться во врагов. Кроме того, по игре разбросаны бонусные предметы: пачки долларов, слитки золота и драгоценные камни. Количество собранного отображается в углу экрана. В игре для NES требовалось набрать 1 000 000$, чтобы освободить свою жену Мортишу.
Так как системы сохранения в играх тех лет не было, в игре присутствует система паролей, позволяющая продолжить с места последней игры.

## Другие версии игры
Позже игра появилась в немного изменённом виде на NES и на Sega Master System/Sega Game Gear (последнюю выпустила Acclaim, а не Ocean). В них также Гомес разыскивает своих похищенных родственников по особняку и есть схожие локации. Они были перенесены в 1994 году с упрощённой графикой и немного изменённым геймплеем. Кроме того, были выпущены ещё три версии игры: одна для PC Engine, вторая для Game Boy и третья для Amstrad CPC, ZX Spectrum и Commodore 64.

## Рецензии
| Иноязычные издания | Иноязычные издания |
| Издание            | Оценка             |
| ------------------ | ------------------ |
| Mega               | 25 %               |

В своё время игра получила довольно неплохие рецензии. Power Play в 1992 году поставил версии на SNES 71 балл из 100, отметив, что даже несмотря на то, что многие элементы украдены из серии игр Mario, Addams Family получилась интересной и в меру сложной. Американский журнал видеоигр Game Players поставил версии на Sega Mega Drive 62 из 100, назвав игру неплохой и довольно разнообразной. Addams Family для Amiga была положительно рецензирована обозревателем Amiga Power — 88 пунктов из 100. Журнал назвал игру одной из лучших в 16-битную эру.